# Canty Point
Der Canty Point ist eine Landspitze an der Südostküste der Anvers-Insel im westantarktischen Palmer-Archipel. Sie markiert die Westseite der Einfahrt vom Neumayer-Kanal zur Börgen-Bucht.
Teilnehmer der Belgica-Expedition (1897–1899) des belgischen Polarforschers Adrien de Gerlache de Gomery nahmen eine erste grobe Kartierung vor. Eine Vermessung erfolgte 1955 durch den Falkland Islands Dependencies Survey (FIDS). Das UK Antarctic Place-Names Committee  benannte die Landspitze 1957 nach John Canty (1931–1995) vom FIDS, Funker und Mechaniker auf der Station am Arthur Harbour im Jahr 1955 sowie Mitglied der Schlittenmannschaft, die diese Landspitze besuchte.